# Vitmosseskinnbaggar
Vitmosseskinnbaggar (Hebridae) är en familj av insekter. Enligt Catalogue of Life ingår vitmosseskinnbaggar i överfamiljen Hebroidea, ordningen halvvingar, klassen egentliga insekter, fylumet leddjur och riket djur, men enligt Dyntaxa är tillhörigheten istället ordningen halvvingar, klassen egentliga insekter, fylumet leddjur och riket djur. Enligt Catalogue of Life omfattar familjen Hebridae 17 arter. 
Vitmosseskinnbaggar är enda familjen i överfamiljen Hebroidea.
Kladogram enligt Catalogue of Life och Dyntaxa:
| vitmosseskinnbaggar | \| \| Hebrus \| \| \| \| \| \| Lipogomphus \| \| \| \| \| \| Merragata \| \| \| \| |
|                     | \| \| Hebrus \| \| \| \| \| \| Lipogomphus \| \| \| \| \| \| Merragata \| \| \| \| |
|                     | Hebrus                                                                             |
|                     |                                                                                    |
|                     | Lipogomphus                                                                        |
|                     |                                                                                    |
|                     | Merragata                                                                          |
|                     |                                                                                    |